# Mackenzie (folyó)
A Mackenzie (slavey nyelven Deh-Cho) a legnagyobb és leghosszabb folyórendszer egész Kanadában. Keresztülfolyik egy hatalmas, elszigetelt, erdőkkel és tundrákkal teli területen. Sok mellékfolyójával együtt négy tartományon húzódik. A Mackenzie 1738 km-t tesz meg észak felé, mígnem deltatorkolattal eléri a Beaufort-tengert. Vízgyűjtője területileg majdnem akkora, mint Indonézia.

## Neve
A skót felfedező, Alexander Mackenzie abban a reményben utazott a folyón, hogy eljusson a Csendes-óceánhoz, de 1789. július 24-én a Jeges-tengerhez ért. Ezért „Csalódásnak” (angolul Disappointment) nevezte el. Ezt követően Sir John Franklin volt az első európai, aki elérte a torkolatot 1825. augusztus 16-án. Az ő javaslatára nevezték át a folyót Mackenzie-re.

## Vízgyűjtője
1 805 200 négyzetkilométer a Mackenzie vízgyűjtő területe, mely Kanadának mintegy 20%-a. A folyó minden évben mintegy 325 km³ vizet szállít el a Jeges-tengerig.
Vízgyűjtő területe három tartományra és két terriróriumra terjed ki, ezek Brit Columbia, Alberta, Saskatchewan, Yukon és az Északnyugati területek. A folyó két legnagyobb ága a Peace és az Athabasca folyók.
Átlagosan 9910 m³/s víz folyik le rajta, ez Kanadában a legmagasabb és a világon tizenegyedik legbővebb vízhozam. A víznek kb. a 60%-a származik a nyugati medencéből, a Sziklás-hegységből, a Selwyn és a Mackenzie hegyvonulatokból, ebből tavasszal 23 illetve 27%-kal járulnak hozzá a Peace és a Liard folyók a teljes áramláshoz. Ezzel ellentétben a keleti felén, ahol a mocsarak és a nagy tavak vannak, ott csak 25%.

## Ökológia
A Mackenzie vízgyűjtőt tartják az egyik legnagyobb és legépebben megmaradt ökoszisztémának egész Észak-Amerikában. Mintegy 63%-át a medencének – 1 137 000 km² – erdő borítja. Több mint 93%-a az erdős területeknek őserdő. Ötvenhárom halfaj közül a medencében egyik sem őshonos. A legtöbb vízi faj a Mississippin és mellékfolyóin érkeztek.
A Mackenzie folyón a halak közé tartoznak a csukák, a fürge csellék és a tavi fehérhal, a folyó partján gyér növényzettel sorakoznak a törpe nyírek, a füzek valamint a tőzeg. Összességében az északi rész nem túl változatos ökológiai szempontból, köszönhetően a hideg és száraz éghajlatnak. Ezzel szemben a medence déli fele nagyobb erdőket tartalmaz, valamint termékeny ártéri és parti élőhelyeket.
Az utóbbi időben, mint a huszadik század közepéig, több mint 400.000 madár vonult át tavasszal és mintegy egymillió ősszel. Sajnos a W.A.C. Bennett Dam építése a Peace folyón csökkentette a víz szintjét és ezzel kárt téve a delta ökoszisztémájában. A vándorló madarak populációja a területen sajnos egyre csökken az 1960-as évek óta.

## Emberi használat
2001-ben, mintegy 397 000 ember élt a Mackenzie folyó területén. A legtöbb ember a Peace és az Athabasca folyók körül él.
Talán a legnehezebb használat az erőforrások kitermelése: kőolaj és a földgáz Alberta központjánál, fakitermelés a Peace folyó körül, urán a Saskatchewan, arany a Nagy-Rabszolga-tó területén és volfrám a Yukon körül. Különösen az olajkitermelés kezd veszélyt jelenteni a folyam ökológiájára.
A jégmentes időszakban a Mackenzie az egyik fő közlekedési kapcsolat Észak-Kanada hatalmas vadonjában, ilyenkor a folyó összeköt számtalan szétszórt és elszigetelt területet.
Két gát található a folyón, amelyek a BC Hydro tulajdonában vannak, a vízierőművek együttes kapacitása 3400 megawatt.